# Faustus Korneliusz Sulla Feliks (konsul 31 n.e.)
Faustus Cornelius Sulla Felix syn Lucjusza Korneliusz Sulli, prawnuk dyktatora Sulli. Był senatorem w okresie panowania cesarza Tyberiusza. Pełnił urząd konsula dokooptowanego (consul suffectus) w 31 n.e.
W 21 n.e. poślubił Domicję Lepidę prawnuczkę Oktawii Młodszej i Marka Antoniusza. Synem Faustusa i Domicji był Faustus Korneliusz Sulla Feliks, późniejszy zięć cesarza Klaudiusza. Jego pasierbicą była córka Domicji, Messalina. Faustus zmarł około 40 n.e.
Zobacz też: Drzewo genealogiczne Korneliuszów Sullów